# Südlicher Lüliangshan-Tunnel
Der Südliche Lüliangshan-Tunnel oder Südliche Lüliang-Gebirgstunnel (chinesisch 南吕梁山隧道, Pinyin Nán lǚliáng shān suìdào) ist ein Eisenbahntunnel in der chinesischen Provinz Shanxi auf der Bahnstrecke Watang–Rizhao. Mit einer Länge von 23,47 Kilometern zählt er zu den längsten Eisenbahntunneln der Volksrepublik China.

## Beschreibung
Der Tunnel befindet sich im Kreis Pu der bezirksfreien Stadt Linfen in der Provinz Shanxi. Er unterquert den Lüliangshan bzw. das Lüliang-Gebirge. Das westliche Ende des Tunnels liegt im Kreis Pu, und das östliche Ende liegt an der Grenze des Stadtbezirks Yaodu und des Kreises Hongtong. Er ist als zweigleisiger Tunnel konzipiert, und der Abstand der Tunnelröhren beträgt 30 m. Die Gesamtlänge der linken Röhre beträgt 23 443 m und die der rechten Röhre 23 469,7 m.

## Baugeschichte
Mit dem Bau des Tunnels wurde am 18. Mai 2010 begonnen. Der Tunnelvortrieb erfolgte mittels Tunnelvortriebsmaschinen und Sprengungen. Dabei waren zahlreiche technische Schwierigkeiten durch Gas-, Schlamm- und Wassereinbrüche zu überwinden. Die Fertigstellung erfolgte am 29. Juli 2013. Die Inbetriebnahme fand am 30. Dezember 2014 zusammen mit der gesamten Bahnstrecke Watang–Rizhao statt.

## Unfall vom 25. Dezember 2012
In der Endphase des Tunnelbaus kam es am 25. Dezember 2012 zu einem schwerwiegenden Unfall, als die örtliche Bauleitung versuchte, in vorschriftswidriger und illegaler Weise übriggebliebenes Sprengmaterial zu entsorgen. Dabei kam es zu einer Explosion, in deren Folge mehrere Arbeiter starben bzw. verletzt wurden. Die Verantwortlichen versuchten zunächst den Unfall zu vertuschen, aber Informationen gelangten in die Sozialen Medien, wo es auf der Plattform Sina Weibo zu Spekulationen über die Zahl der Opfer kam. Es wurden bis zu 60 Todesopfer vermutet. Die Spekulationen wurden durch die intransparente Informationspolitik der Provinzregierung von Shanxi noch zusätzlich angeheizt. Eine offizielle Untersuchung des Vorfalls wurde eingeleitet. Da die Bauleitung nach dem Unfall sämtliche Arbeiter entlassen hatte, gestaltete es sich schwierig, die tatsächliche Zahl der Opfer zu ermitteln. Insgesamt wurden 1002 Arbeiter aus den zehn Provinzen Sichuan, Guizhou, Anhui, Ningxia, Shaanxi, Chongqing, Shanxi, Hubei, Gansu und Henan kontaktiert, wobei sich ergab, dass das Unglück acht Tote und fünf Verletzte gefordert hatte. Im Folgejahr kam es zu juristischen Verfahren gegen insgesamt 40 Personen, darunter sechs Hauptverantwortliche.